# Suctobelbila multituberculata
Suctobelbila multituberculata är en kvalsterart som beskrevs av Hammer 1979. Suctobelbila multituberculata ingår i släktet Suctobelbila och familjen Suctobelbidae. Inga underarter finns listade i Catalogue of Life.